# یواس‌اس سوئیس (۱۸۵۴)
یواس‌اس سوئیس (۱۸۵۴) (به انگلیسی: USS Switzerland (1854)) یک کشتی است. این کشتی در سال ۱۸۵۴ ساخته شد.